# 高鱗美洲鱥
高鱗美洲鱥（學名：Notropis hypsilepis），為輻鰭魚綱鯉形目雅羅魚科的其中一種，分布於北美洲美國喬治亞州及阿拉巴馬州東部的查塔胡奇河和弗林特河流域，本魚呈長橢圓形且側扁，眼大、口近下位，體長可達5.1公分，棲息在沙底質的小溪或水潭，生活習性不明。